# Amsterdam Swim Cup 2011
De Amsterdam Swim Cup 2011 is een internationale zwemwedstrijd, die van 11 tot en met 13 maart 2011 gehouden werd in het Sloterparkbad in Amsterdam. De wedstrijden vonden plaats in een 50 meterbad. Bij deze wedstrijd moesten de Nederlandse zwemmers zich kwalificeren voor de wereldkampioenschappen zwemmen 2011 in Shanghai. Om zich daarvoor te kwalificeren telden ook de EK zwemmen 2010 en de Swim Cup Eindhoven 2011 mee.

## Wedstrijdschema
Hieronder het geplande tijdschema van de wedstrijd, alle aangegeven tijdstippen zijn Midden-Europese Tijd.
| Vrijdag 11/03 | Zaterdag 12/03 | Zondag 13/03 |
| --- | --- | --- |
| Series - vanaf 9:00 uur | | |
| 400m vrij mannen 400m vrij vrouwen 100m school mannen 100m school vrouwen 100m vlinder mannen 100m vlinder vrouwen 50m rug mannen 100m rug vrouwen 200m wissel mannen 200m wissel vrouwen | 50m vrij vrouwen 50m vlinder mannen 50m school vrouwen 400m wissel vrouwen 200m rug mannen 50m rug vrouwen 200m school mannen 200m vlinder vrouwen 100m vrij mannen 200m vrij vrouwen 1500m vrij vrouwen | 50m vrij mannen 50m vlinder vrouwen 50m school mannen 400m wissel mannen 200m rug vrouwen 100m rug mannen 200m school vrouwen 200m vlinder mannen 100m vrij vrouwen 200m vrij mannen 800m vrij mannen  |
| Finales - vanaf 17:00 uur | Finales - vanaf 17:00 uur | vanaf 16:00 uur |
| 400m vrij mannen 400m vrij vrouwen 100m school mannen 100m school vrouwen 100m vlinder mannen 100m vlinder vrouwen 50m rug mannen 100m rug vrouwen 200m wissel mannen 200m wissel vrouwen | 50m vrij vrouwen 50m vlinder mannen 50m school vrouwen 1500m vrij mannen 400m wissel vrouwen 200m rug mannen 50m rug vrouwen 200m school mannen 200m vlinder vrouwen 100m vrij mannen 200m vrij vrouwen  | 50m vrij mannen 50m vlinder vrouwen 50m school mannen 800m vrij vrouwen 400m wissel mannen 200m rug vrouwen 100m rug mannen 200m school vrouwen 200m vlinder mannen 100m vrij vrouwen 200m vrij mannen |

## WK-kwalificatie
De technisch directeur van de KNZB, Jacco Verhaeren, stelde onderstaande limieten vast voor deelname aan de wereldkampioenschappen 2011 in Shanghai. Zeven zwemmers ontvingen op basis van hun prestaties op de Europese kampioenschappen 2010 een nominatie.

### Limieten

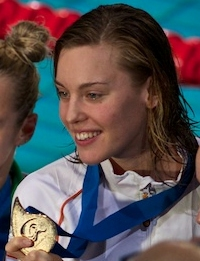
Femke Heemskerk nomineerde zich tijdens de EK in Boedapest voor de WK in Shanghai.

| Discipline       | Mannen   | Mannen   | Vrouwen  | Vrouwen  |
| Discipline       | A-limiet | B-limiet | A-limiet | B-limiet |
| ---------------- | -------- | -------- | -------- | -------- |
| 50m vrije slag   | 22,11    | 22,33    | 25,27    | 25,52    |
| 100m vrije slag  | 48,82    | 49,31    | 54,57    | 55,12    |
| 200m vrije slag  | 1.47,82  | 1.48,90  | 1.58,33  | 1.59,51  |
| 400m vrije slag  | 3.48,92  | 3.51,21  | 4.09,35  | 4.11,84  |
| 800m vrije slag  | 7.57,52  | 8.02,30  | 8.33,84  | 8.38,98  |
| 1500m vrije slag | 15.09,11 | 15.18,20 | 16.27,97 | 16.37,85 |
| 50m rugslag      | 25,02    | 25,27    | 28,04    | 28,32    |
| 100m rugslag     | 54,40    | 54,94    | 1.00,82  | 1.01,43  |
| 200m rugslag     | 1.58,48  | 1.59,66  | 2.10,84  | 2.12,15  |
| 50m schoolslag   | 27,50    | 27,77    | 31,21    | 31,52    |
| 100m schoolslag  | 1.00,79  | 1.01,40  | 1.08,49  | 1.09,17  |
| 200m schoolslag  | 2.11,74  | 2.13,06  | 2.26,89  | 2.28,36  |
| 50m vlinderslag  | 23,46    | 23,69    | 26,25    | 26,51    |
| 100m vlinderslag | 52,36    | 52,88    | 58,70    | 59,29    |
| 200m vlinderslag | 1.56,86  | 1.58,03  | 2.08,95  | 2.10,24  |
| 200m wisselslag  | 2.00,17  | 2.01,37  | 2.13,36  | 2.14,69  |
| 400m wisselslag  | 4.16,46  | 4.19,02  | 4.41,75  | 4.44,57  |

### Genomineerden
Tijdens de Europese kampioenschappen in Boedapest heeft een aantal zwemmers en zwemsters reeds voldaan aan de kwalificatie-eis (A-limiet), zij moeten tijdens dit toernooi of tijdens de Swim in Eindhoven (7 t/m 10 april) vormbehoud tonen (B-limiet) om zich te kwalificeren voor de wereldkampioenschappen mits zij bij de snelste twee zwemmers van Nederland blijven.

#### Mannen
| Zwemmer               | Afstand(en)        |
| --------------------- | ------------------ |
| Robin van Aggele      | 50m school         |
| Nick Driebergen       | 100m en 200m rug   |
| Lennart Stekelenburg  | 50m en 100m school |
| Joeri Verlinden       | 100m vlinder       |
| Sebastiaan Verschuren | 100m en 200m vrij  |

#### Vrouwen
| Zwemster            | Afstand(en)       |
| ------------------- | ----------------- |
| Femke Heemskerk     | 100m en 200m vrij |
| Hinkelien Schreuder | 50m vrij          |

### Behaalde limieten tijdens Swim Cup
| Datum         | Zwemmer             | Afstand              | Tijd    |
| ------------- | ------------------- | -------------------- | ------- |
| 11 maart 2011 | Inge Dekker         | 100m vlinderslag (v) | 57,62   |
| 11 maart 2011 | Femke Heemskerk     | 100m rugslag (v)     | 1.00,03 |
| 12 maart 2011 | Ranomi Kromowidjojo | 50m vrije slag (v)   | 24,61   |
| 12 maart 2011 | Marleen Veldhuis    | 50m vrije slag (v)   | 24,83   |
| 12 maart 2011 | Inge Dekker         | 50m vrije slag (v)   | 24,87   |
| 13 maart 2011 | Inge Dekker         | 50m vlinderslag (v)  | 25,92   |
| 13 maart 2011 | Ranomi Kromowidjojo | 100m vrije slag (v)  | 54,00   |

### Vormbehoud getoond tijdens Swim Cup
| Datum         | Zwemmer               | Afstand             | Tijd    |
| ------------- | --------------------- | ------------------- | ------- |
| 11 maart 2011 | Lennart Stekelenburg  | 100m schoolslag (m) | 1.01,26 |
| 12 maart 2011 | Nick Driebergen       | 200m rugslag (m)    | 1.59,24 |
| 12 maart 2011 | Sebastiaan Verschuren | 100m vrije slag (m) | 48,99   |
| 13 maart 2011 | Nick Driebergen       | 100m rugslag (m)    | 54,81   |
| 13 maart 2011 | Sebastiaan Verschuren | 200m vrije slag (m) | 1.47,82 |
|               |                       |                     |         |
| 12 maart 2011 | Hinkelien Schreuder   | 50m vrije slag (v)  | 25,26   |
| 12 maart 2011 | Femke Heemskerk       | 200m vrije slag (v) | 1.56,61 |
| 13 maart 2011 | Femke Heemskerk       | 100m vrije slag (v) | 53,70   |

## Nederlandse records
| Datum         | Onderdeel            | Nieuwe recordhouder | Tijd    | Oude recordhouder     | Tijd    | Datum           |
| ------------- | -------------------- | ------------------- | ------- | --------------------- | ------- | --------------- |
| 11 maart 2011 | 100 meter rugslag    | Femke Heemskerk     | 1.00,03 | Femke Heemskerk       | 1.01,28 | 1 augustus 2009 |
| 12 maart 2011 | 400 meter wisselslag | Lieke Verouden      | 4.47,47 | Sharon van Rouwendaal | 4.48,19 | 20 april 2008   |

## Podia

### Legenda
- WR = Wereldrecord
- ER = Europees record
- NR = Nederlands record
- (Q) = Voldaan aan de WK-richttijd (A-limiet)
- (V) = Vormbehoud getoond (B-limiet)

### Mannen
| Onderdeel   | Goud                            | Goud        | Zilver                        | Zilver   | Brons                          | Brons    |
| ----------- | ------------------------------- | ----------- | ----------------------------- | -------- | ------------------------------ | -------- |
| Vrije slag  |                                 |             |                               |          |                                |          |
| 50 m        | Stefan Nystrand Zweden          | 22,38       | Konrad Czerniak Polen         | 22,62    | Pieter Timmers België          | 23,00    |
| 100 m       | Sebastiaan Verschuren Nederland | 48,99 (V)   | Stefan Nystrand Zweden        | 49,61    | Konrad Czerniak Polen          | 50,20    |
| 200 m       | Sebastiaan Verschuren Nederland | 1.47,82 (V) | Joost Reijns Nederland        | 1.50,43  | Pieter Timmers België          | 1.51,38  |
| 400 m       | Job Kienhuis Nederland          | 3.53,42     | Dion Dreesens Nederland       | 3.57,27  | Gard Kvale Noorwegen           | 3.57,42  |
| 800 m       | Gard Kvale Noorwegen            | 8.10,79     | Ferry Weertman Nederland      | 8.24,56  | Horia Stefan Cristea Roemenië  | 8.27,07  |
| 1500 m      | Job Kienhuis Nederland          | 15.19,78    | Tom Vangeneugden België       | 15.38,22 | Ferry Weertman Nederland       | 16.07,58 |
| Rugslag     |                                 |             |                               |          |                                |          |
| 50 m        | Bastiaan Lijesen Nederland      | 25,37       | Nick Driebergen Nederland     | 25,47    | Lavrans Solli Noorwegen        | 26,27    |
| 100 m       | Nick Driebergen Nederland       | 54,81 (V)   | Bastiaan Lijesen Nederland    | 55,76    | Jurjen Willemsen Nederland     | 57,05    |
| 200 m       | Nick Driebergen Nederland       | 1.59,24 (V) | Sebastian Stoss Oostenrijk    | 2.00,89  | Mattias Carlsson Zweden        | 2.04,32  |
| Schoolslag  |                                 |             |                               |          |                                |          |
| 50 m        | Lennart Stekelenburg Nederland  | 27,92       | Robin van Aggele Nederland    | 28,37    | Panteleimon Pantis Griekenland | 29,12    |
| 100 m       | Lennart Stekelenburg Nederland  | 1.01,26 (V) | Laurent Carnol Luxemburg      | 1.02,93  | Bram Dekker Nederland          | 1.03,02  |
| 200 m       | Lennart Stekelenburg Nederland  | 2.13,38     | Laurent Carnol Luxemburg      | 2.14,88  | Igor Kozlovskij Litouwen       | 2.17,48  |
| Vlinderslag |                                 |             |                               |          |                                |          |
| 50 m        | Konrad Czerniak Polen           | 24,19       | Joeri Verlinden Nederland     | 24,23    | Tim van Deutekom Nederland     | 25,01    |
| 100 m       | Konrad Czerniak Polen           | 53,00       | Joeri Verlinden Nederland     | 53,11    | Martin Spitzer Oostenrijk      | 55,35    |
| 200 m       | Simon Sjödin Zweden             | 1.59,66     | Bernhard Wolf Oostenrijk      | 2.01,62  | Velimir Stjepanović Servië     | 2.01,85  |
| Wisselslag  |                                 |             |                               |          |                                |          |
| 200 m       | Simon Sjödin Zweden             | 2.01,44     | Raphael Stacchiotti Luxemburg | 2.07,14  | Jens Bakker Nederland          | 2.08,10  |
| 400 m       | Raphael Stacchiotti Luxemburg   | 4.29,58     | Laurent Carnol Luxemburg      | 4.36,04  | Jens Bakker Nederland          | 4.36,83  |

### Vrouwen
| Onderdeel   | Goud                            | Goud        | Zilver                         | Zilver    | Brons                         | Brons     |
| ----------- | ------------------------------- | ----------- | ------------------------------ | --------- | ----------------------------- | --------- |
| Vrije slag  |                                 |             |                                |           |                               |           |
| 50 m        | Ranomi Kromowidjojo Nederland   | 24,61 (Q)   | Marleen Veldhuis Nederland     | 24,83 (Q) | Inge Dekker Nederland         | 24,89 (Q) |
| 100 m       | Femke Heemskerk Nederland       | 53,70 (V)   | Ranomi Kromowidjojo Nederland  | 54,00 (Q) | Sarah Sjöström Zweden         | 54,43     |
| 200 m       | Femke Heemskerk Nederland       | 1.56,61 (V) | Sarah Sjöström Zweden          | 1.56,91   | Cecilie Johannessen Noorwegen | 2.00,32   |
| 400 m       | Cecilie Johannessen Noorwegen   | 4.15,79     | Rieneke Terink Nederland       | 4.17,57   | Esmee Vermeulen Nederland     | 4.20,79   |
| 800 m       | Martina Rita Caramignoli Italië | 8.44,46     | Esmee Vermeulen Nederland      | 8.56,29   | Judith Stap Nederland         | 9.06,83   |
| 1500 m      | Martina Rita Caramignoli Italië | 16.41,69    | Linsy Heister Nederland        | 16.59,73  | Jolien Vermeylen België       | 17.26,61  |
| Rugslag     |                                 |             |                                |           |                               |           |
| 50 m        | Hinkelien Schreuder Nederland   | 28,91       | Willemijn Knot Nederland       | 29,87     | Maaike de Waard Nederland     | 29,91     |
| 100 m       | Femke Heemskerk Nederland       | 1.00,38 (Q) | Wendy van der Zanden Nederland | 1.03,12   | Evy Witlox Nederland          | 1.03,89   |
| 200 m       | Wendy van der Zanden Nederland  | 2.15,40     | Evy Witlox Nederland           | 2.16,03   | Annemarie Worst Nederland     | 2.17,02   |
| Schoolslag  |                                 |             |                                |           |                               |           |
| 50 m        | Jennie Johansson Zweden         | 31,23       | Moniek Nijhuis Nederland       | 31,75     | Tessa Brouwer Nederland       | 32,38     |
| 100 m       | Moniek Nijhuis Nederland        | 1.08,83     | Jennie Johansson Zweden        | 1.09,04   | Tessa Brouwer Nederland       | 1.09,13   |
| 200 m       | Tessa Brouwer Nederland         | 2.29,95     | Elisa Celli Italië             | 2.30,82   | Moniek Nijhuis Nederland      | 2.31,86   |
| Vlinderslag |                                 |             |                                |           |                               |           |
| 50 m        | Sarah Sjöström Zweden           | 25,67       | Inge Dekker Nederland          | 25,92 (Q) | Marleen Veldhuis Nederland    | 26,81     |
| 100 m       | Sarah Sjöström Zweden           | 57,91       | Inge Dekker Nederland          | 58,43 (Q) | Marleen Veldhuis Nederland    | 59,66     |
| 200 m       | Martina Granström Zweden        | 2.10,56     | Sophie de Ronchi Frankrijk     | 2.16,78   | Jessica Spruit Nederland      | 2.19,19   |
| Wisselslag  |                                 |             |                                |           |                               |           |
| 200 m       | Lieke Verouden Nederland        | 2.15,37     | Lisa Dreesens Nederland        | 2.19,59   | Coralie Dobral Frankrijk      | 2.19,72   |
| 400 m       | Lieke Verouden Nederland        | 4.47,47 NR  | Judith Stap Nederland          | 4.58,50   | Jolien Vermeylen België       | 5.00,82   |